# Верхутка
Верху́тка —  село в Україні, у Яворівському районі Львівської області. Населення становить 136 осіб. Орган місцевого самоврядування — Івано-Франківська селищна рада.